# باول فليتشر
باول فليتشر (بالإنجليزية: Paul Fletcher)‏ (13 يناير 1951 ببولتن في المملكة المتحدة - ) هو لاعب كرة قدم بريطاني في مركز الهجوم. شارك مع منتخب إنجلترا تحت 21 سنة لكرة القدم. أما مع النوادي، فقد لعب مع بولتون واندررز ونادي بلاكبول ونادي بيرنلي.

## وصلات خارجية
- باول فليتشر على موقع قاعدة بيانات كرة القدم.إي يو (الإنجليزية)